# Frans Houben (glaskunstenaar)
Frans Houben (april 1946) is een Nederlandse glaskunstenaar.
Houben werd na de Tweede Wereldoorlog in Limburg geboren.
Zijn vader is na de oorlog spoorloos verdwenen.
Zijn moeder liet het kind in de steek.
Frans werd daarom in een kindertehuis geplaatst.
In het kindertehuis had de kleine Frans een gelukkige tijd.
Toen hij zes jaar was, werd hij overgeplaatst naar een rooms-katholiek internaat.
Hier kreeg hij te maken met paters en broeders die genadeloze straffen uitdeelden en die zich zelfs aan seksueel misbruik schuldig maakten. Ook tussen de jongens onderling kwamen seksuele contacten voor.
Volwassen geworden, werd Houben beeldhouwer en schilder. Uiteindelijk vestigde hij zich als glaskunstenaar in het Twentse Ootmarsum.

## Autobiografie
In 1985 schreef Houben een verslag over zijn verblijf in het internaat.
Een jaar later besloot hij het te vernietigen - hij vond het niet geschikt voor publicatie.
In 1995 besloot hij de autobiografie opnieuw te schrijven om hem uit te geven.
De expliciete beschrijvingen vonden echter geen genade bij de uitgevers.
Het abjecte seksueel misbruik door de broeders van het internaat wordt inderdaad gedetailleerd beschreven. Ook de escapades van de schrijver met verschillende meisjes laten weinig aan de verbeelding over.
In 2009 kwam het manuscript opnieuw tevoorschijn en besloot Houben het boek in eigen beheer uit te geven.
Het boek kreeg de titel Nr. 21, naar het nummer waarmee in het internaat zijn kledingstukken en andere eigendommen gemerkt waren.
Het boek verscheen in maart 2010 - juist in de tijd waarin veel oude verhalen over seksueel misbruik door de Rooms-Katholieke geestelijkheid naar boven kwamen.

## Conflict met gemeente
In mei 2011 kwam Frans Houben in opspraak wegens een conflict met de gemeente Dinkelland. De gemeente heeft aangifte gedaan van bedreiging van ambtenaar in functie en burgemeester Roel Cazemier heeft hem gewaarschuwd voor zijn bedreigende en intimiderende gedrag.
Frans Houben diende een bezwaarschrift in. In juni 2011 werd zijn bezwaarschrift gegrond verklaard. Op aanraden van de advocaat van Houben diende hij geen aanklacht in tegen de gemeente wegens valse aangifte.
- International Standard Name Identifier: 0000 0003 6902 0125
- Nederlandse Thesaurus van Auteursnamen: 326832025
- RKD-Nederlands Instituut voor Kunstgeschiedenis: 88761
- Virtual International Authority File: 282700190
- WorldCat: E39PBJp9qgmDm6YqtBkhKt8Hmd